# Mặt trận Dân chủ chống Độc tài

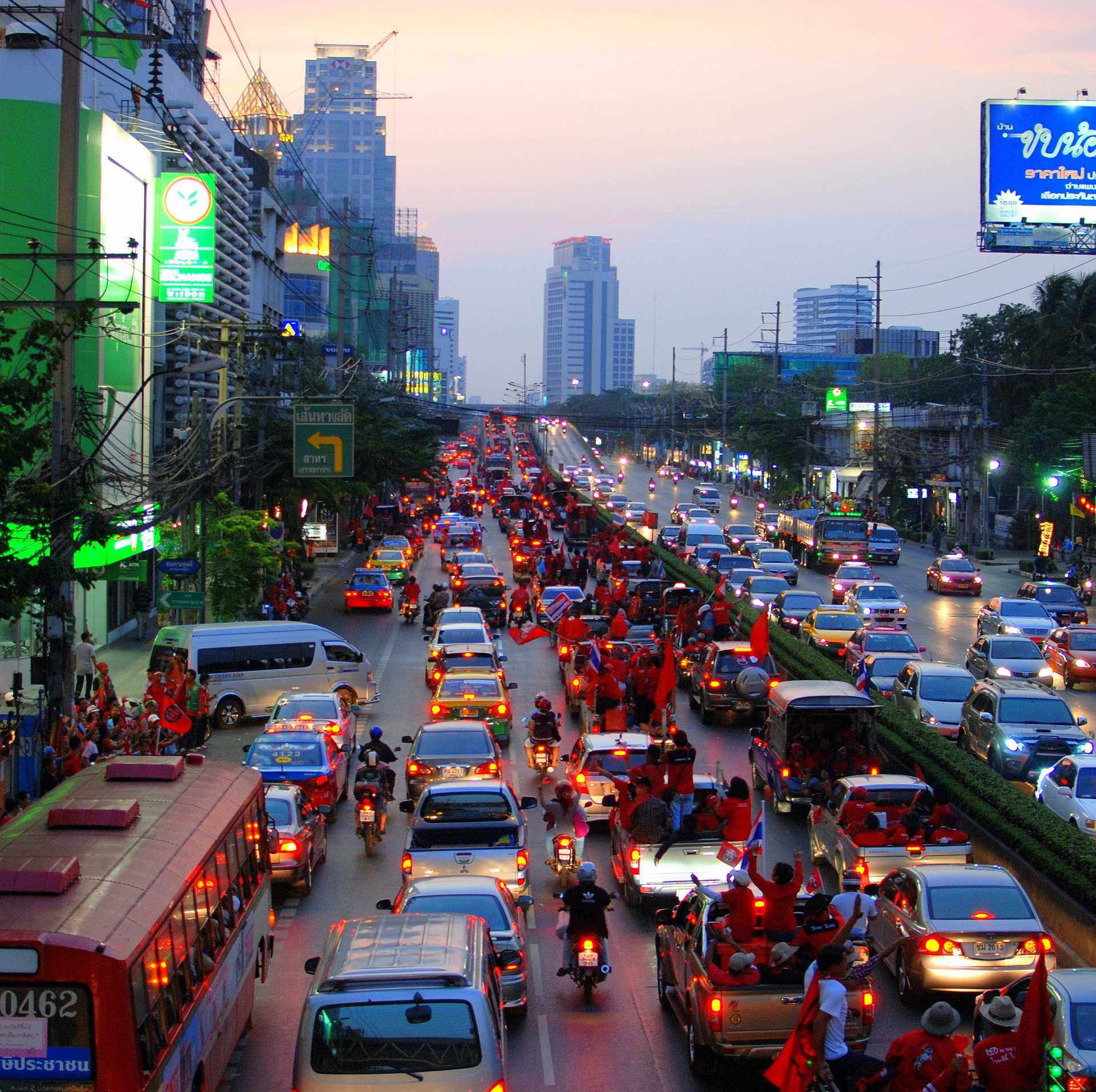
Phe áo đỏ diễu hành trên đường phố Bangkok

Mặt trận dân chủ chống độc tài (tiếng Thái: แนวร่วมประชาธิปไตยต่อต้านเผด็จการแห่งชาติ; viết tắt: UDD (từ chữ tiếng Anh: National United Front of Democracy Against Dictatorship) hoặc นปช) là một phong trào chính trị ở Thái Lan. Vì những thành viên của phong trào này thường mặc đồ màu đỏ khi hoạt động, nên Mặt trận dân chủ chống độc tài còn được gọi là "Phe áo đỏ". Thành viên của Mặt trận dân chủ chống độc tài phần lớn là người lao động nghèo từ nông thôn. Đặc biệt, phong trào này còn có một lực lượng bán quân sự do một cựu thiếu tướng quân đội Thái Lan giải ngũ là Khattiya Sawasdipol, có biệt danh là Seh Daeng (Tư lệnh đỏ), chỉ huy.
Mặt trận dân chủ chống độc tài được thành lập để phản đối một phong trào khác là Liên minh nhân dân vì dân chủ - hay còn gọi là "Phe áo vàng". Phong trào này liên kết chặt chẽ với Đảng Pheu Thai.
Mặt trận dân chủ chống độc tài xuất hiện lần đầu vào năm 2006 khi họ phản đối cuộc đảo chính đã lật đổ Thủ tướng Thaksin Shinawatra và phản đối chính quyền quân sự. Thời kỳ 2006-2007 là thời kỳ phong trào này lớn mạnh khi các lực lượng phản đối chính phủ liên minh lại với nhau để cùng phản đối bản hiến pháp 2007 do chính quyền quân sự xây dựng. Sau cuộc tổng tuyển cử ngày 23 tháng 12 năm 2007, phong trào này tưởng như đã ngừng hoạt động; nhưng nó lại hoạt động trở lại sau sự kiện phe áo vàng chiếm tòa nhà chính phủ tháng 5 năm 2008. Năm 2009, phong trào này đã kéo xuống Pattaya và góp phần làm cho Hội nghị cấp cao ASEAN và Hội nghị cấp cao Đông Á phải tạm dừng. Tháng 3 và tháng 4 năm 2010, Mặt trận dân chủ chống độc tài đã lãnh đạo một liên minh biểu tình quy mô lớn phản đối chính phủ. Cuộc biểu tình kéo dài đã dẫn tới xung đột với cảnh sát và quân đội. Những người biểu tình đã chiếm trung tâm thương mại của Bangkok để gây sức ép về kinh tế đối với chính phủ.
Mặt trận dân chủ chống độc tài kêu gọi thay thế tấng lớp chính trị mà họ gọi bằng chính trị quý tộc, gồm những người xuất thân từ hoàng gia, quân đội và tầng lớp quan liêu. Phong trào cho rằng tầng lớp chính trị này không quan tâm tới những người bình dân và nền dân chủ bỏ phiếu.